# NGC 6243
NGC 6243 est une vaste et lointaine galaxie spirale située dans la constellation d'Hercule. Sa vitesse par rapport au fond diffus cosmologique est de 10 748 ± 3 km/s, ce qui correspond à une distance de Hubble de 158,2 ± 11,1 Mpc (∼516 millions d'al). NGC 6243 a été découverte par l'astronome français Édouard Stephan en 1880.
La classe de luminosité de NGC 6243 est I. Selon la base de données Simbad, NGC 6243 est une galaxie LINER, c'est-à-dire une galaxie dont le noyau présente un spectre d'émission caractérisé par de larges raies d'atomes faiblement ionisés.